# Ratcliff
Pour les articles homonymes, voir Cary Ratcliff et Guglielmo Ratcliff.
La ville de Ratcliff est située dans le comté de Logan, dans l’État de l’Arkansas, aux États-Unis. Sa population s’élevait à 202 habitants lors du recensement de 2010, estimée à 193 habitants en 2017.

## Démographie
| 1910 | 1920 | 1930 | 1940 | 1950 | 1960 |
| ---- | ---- | ---- | ---- | ---- | ---- |
| 175  | 257  | 231  | 337  | 213  | 147  |

| 1970 | 1980 | 1990 | 2000 | 2010 | - |
| ---- | ---- | ---- | ---- | ---- | - |
| 184  | 197  | 180  | 191  | 202  | - |

## Personnalité liée à la ville
- Le joueur américain de baseball Rollie Stiles est né à Ratcliff en 1906.

## Source
- (en) Cet article est partiellement ou en totalité issu de l’article de Wikipédia en anglais intitulé « Ratcliff, Arkansas » (voir la liste des auteurs).

1. ↑  « Statistiques des États-Unis - Arizona - Profils des communautés de 2010 » (consulté en novembre 2020)